# Calobata coarctata
Calobata coarctata är en tvåvingeart som först beskrevs av Walker 1861.  Calobata coarctata ingår i släktet Calobata och familjen skridflugor. Inga underarter finns listade i Catalogue of Life.